# Elymnias adumbrata
Elymnias adumbrata är en fjärilsart som beskrevs av Hans Fruhstorfer 1907. Elymnias adumbrata ingår i släktet Elymnias och familjen praktfjärilar. Inga underarter finns listade i Catalogue of Life.